# Ceramidia cataleuca
Ceramidia cataleuca är en fjärilsart som beskrevs av Butler 1876. Ceramidia cataleuca ingår i släktet Ceramidia och familjen björnspinnare. Inga underarter finns listade i Catalogue of Life.